# Maïa Vidal
Pour les articles homonymes, voir Vidal.
Maïa Vidal, née le 20 février 1988 à Santa Barbara aux États-Unis, est une auteure-compositrice-interprète.

## Biographie
Maïa Vidal est née le 20 février 1988 aux États-Unis de parents franco-espagnol et germano-japonais à Santa Barbara. Elle a étudié au Canada et partage sa vie entre Barcelone et Paris. Elle joue du violon, de l'accordéon, de la guitare et des percussions.

## Discographie

### Albums
- 2011 : God Is My Bike (en)[4],[5]
- 2013 : SPACES[3]
- 2015 : You're the Waves[6]

### EP
- 2011 : Maïa Vidal[4]
- 2004 : Kievan Rus[4]

## Concerts
- 2015 : Saint-Agathon[7]